# Nimlot A
Nimlot o Nimlot A (nm3rṯ) va ser un gran cap dels ma en temps de la dinastia XXI d'Egipte. És conegut principalment per ser el pare del fundador de la dinastia XXII, el faraó Xeixonq I.
| n · mA | r · V13 |

| n · mA | r · V13 |

Nimlot A era fill del Gran Cap dels Ma Xeixonq A i de la "Mare del Rei" Mehtenueskhet A i, per tant, germà del faraó Osorkon el Vell de la dinastia XXI. La seva dona era Tentsepeh A de qui va tenir un fill, Xeixonq B, que més tard esdevingué faraó (Shoshenq I). Per aquest motiu Nimlot i Tentsepeh van ser anomenats pòstumament "Pare de Déu" i "Mare de Déu". És probable que la parella també tingués una filla, Mehtenweskhet B, que es va casar amb el Summe Sacerdot de Ptah Xedsu-nefertum.
Quan Nimlot A va morir, el seu fill Xeixonq va heretar el títol de Gran Cap dels Ma; Xeixonq va obtenir pel faraó Psusennes II el permís per construir a Abidos una gran inscripció dedicatòria en honor del seu pare. Nimlot A i Tentsepeh A també apareixen a la genealogia gravada a l'estela de Pasenhor.